# Kestenak
 Kestenak  falu Horvátországban, Károlyváros megyében. Közigazgatásilag Barilovićhoz tartozik.

## Fekvése
Károlyvárostól 20 km-re délre, községközpontjától 8 km-re délnyugatra a Korana bal partján fekszik.

## Története
A hagyomány szerint a Korana bal partján magasodó Kestenak hegyről lőtte 1557-ben a török tüzérség a folyó túloldalán ostromolt Szkrad várát. 1585 után a horvátok a romos várral szemben a Korana bal partján fából építettek egy őrhelyet, melyet Novi Skradnak neveztek el. Itt egészen a 18. század elejéig őrség állomásozott, ekkor azonban a határvédő rendszer átalakítása során megszüntették. Mára nyomai sem maradtak. A településnek 1857-ben 66, 1910-ben 76 lakosa volt. Trianon előtt Modrus-Fiume vármegye Vojnići járásához tartozott. 2011-ben mindössze 4 lakosa volt.

## Lakosság
| Lakosság változása | Lakosság változása | Lakosság változása | Lakosság változása | Lakosság változása | Lakosság változása | Lakosság változása | Lakosság változása | Lakosság változása | Lakosság változása | Lakosság változása | Lakosság változása | Lakosság változása | Lakosság változása | Lakosság változása | Lakosság változása |
| ------------------ | ------------------ | ------------------ | ------------------ | ------------------ | ------------------ | ------------------ | ------------------ | ------------------ | ------------------ | ------------------ | ------------------ | ------------------ | ------------------ | ------------------ | ------------------ |
| 1857               | 1869               | 1880               | 1890               | 1900               | 1910               | 1921               | 1931               | 1948               | 1953               | 1961               | 1971               | 1981               | 1991               | 2001               | 2011               |
| 66                 | 57                 | 56                 | 61                 | 67                 | 76                 | 71                 | 67                 | 78                 | 67                 | 64                 | 45                 | 26                 | 16                 | 7                  | 4                  |